# 다남산
다남산(多南山, 多男山)은 대한민국 경상남도 합천군 청덕면 소례리 정산마을과 덕곡면 장리에 걸쳐 있는 높이 402m의 산이다.

## 유래
- 多南山 : 산 줄기가 남쪽을 향하고 있는 것이 많다는 데서 유래
- 多男山 : 이 산에 와서 정성을 들이면 아들을 얻는다는 전설에서 유래

## 같이 보기
- 한국의 산